# Place Guichard - Bourse du Travail (métro de Lyon)
Place Guichard - Bourse du Travail est une station de métro française de la ligne B du métro de Lyon, située place Guichard dans le 3e arrondissement de Lyon, préfecture de la région Auvergne-Rhône-Alpes.
Elle est mise en service en 1981, lors de l'ouverture à l'exploitation du prolongement de la ligne B vers le sud depuis la station Gare Part-Dieu - Vivier Merle.

## Situation ferroviaire
La station Place Guichard - Bourse du Travail est située sur la ligne B du métro de Lyon, entre les stations Saxe - Gambetta et Gare Part-Dieu - Vivier Merle.

## Histoire

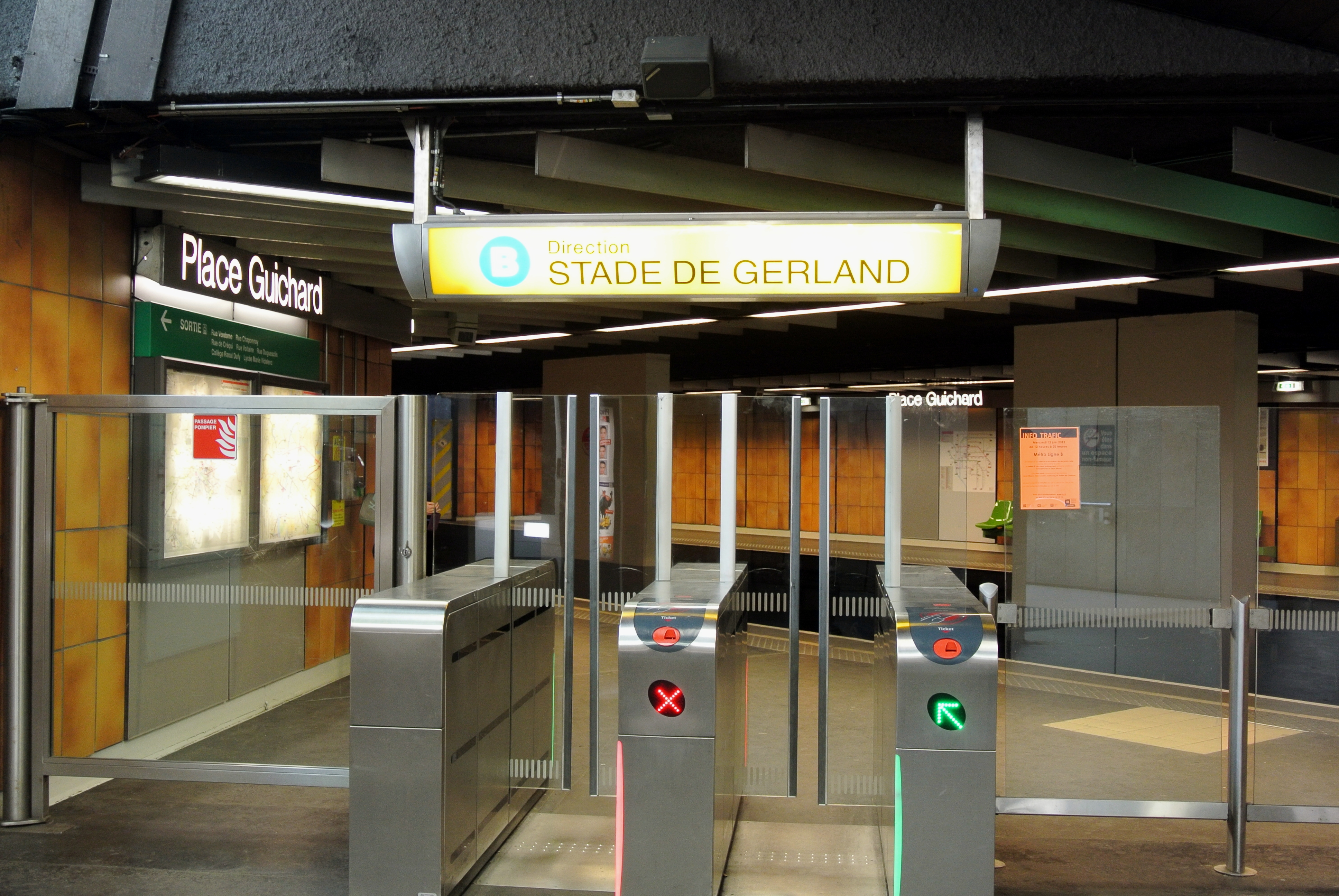
Portillons d'accès de la station.

La station « Place Guichard », son nom d'origine, est mise en service le 14 septembre 1981, lors de l'ouverture officielle de l'exploitation du prolongement de la ligne B du métro de Lyon de la station Gare Part-Dieu - Vivier Merle à la station Jean Macé.
Elle est construite, comme la plupart du prolongement de la ligne, dans un chantier à ciel ouvert en diagonale sous la place Guichard selon l'axe de la rue Moncey. Elle est édifiée suivant le plan général type des premières stations du métro de Lyon, deux voies encadrées par deux quais latéraux.
Elle a été dessinée par les architectes René Gimbert et Jacques Vergely et possède sur les côtés deux baies vitrés faisant entrer la lumière naturelle et ouvrant sur 2 jardinets en « cour anglaise ».
En 2001, elle est équipée d'ascenseurs pour les personnes à mobilité réduite, et le 8 novembre 2005 des portillons d'accès sont installés dans les entrées.
Originellement dénommée « Place Guichard » en référence à la place sous laquelle elle se trouve, elle a été renommée en juin 2004 en « Place Guichard - Bourse du Travail » par le SYTRAL qui a validé une requête de l'institut CGT d'histoire sociale du Rhône souhaitant rappeler la présence de la Bourse du travail, haut lieu de l'activisme révolutionnaire lyonnais devenue depuis une salle de spectacle.

## Service des voyageurs

### Accueil

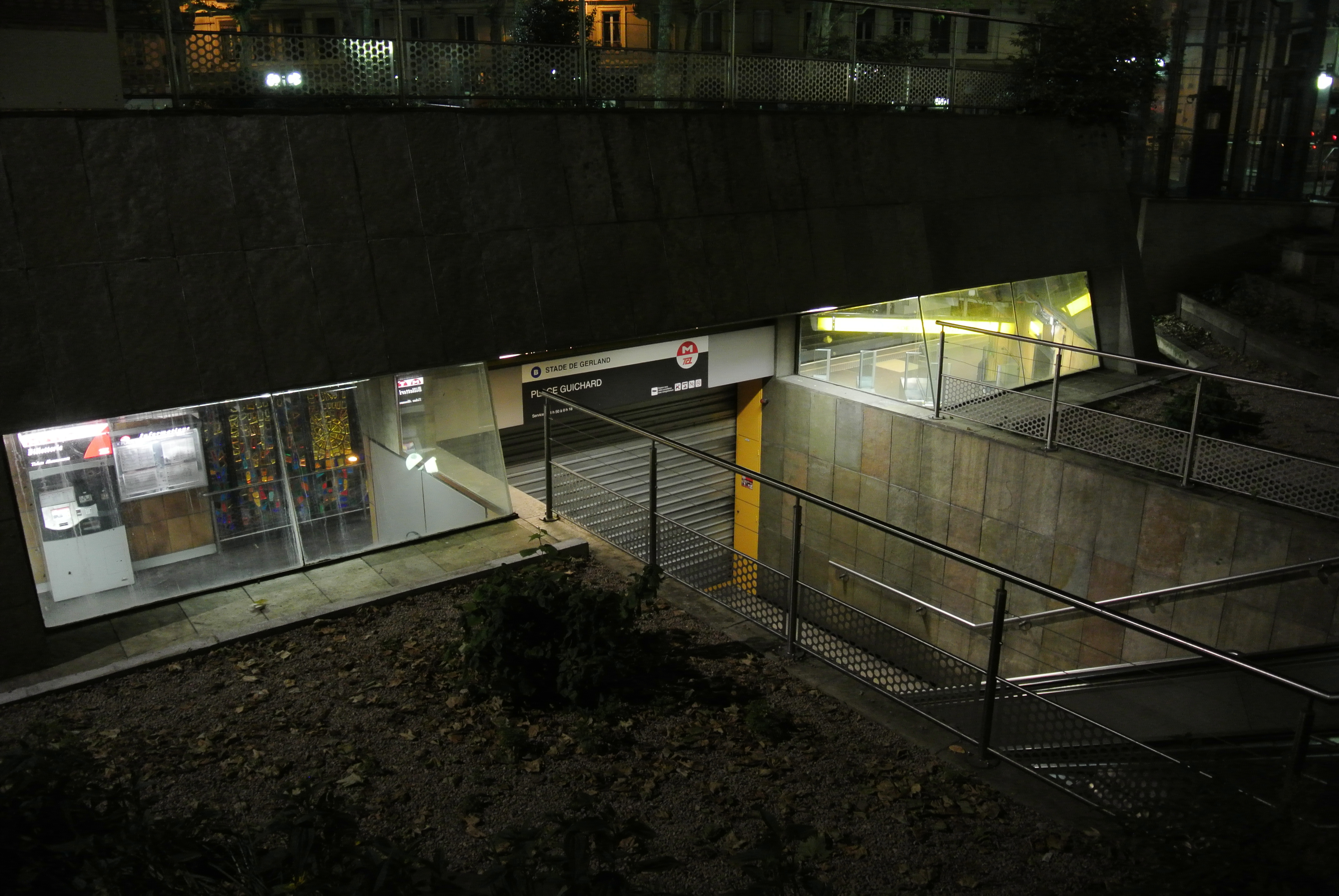
L'un des accès de la station, de nuit.

La station compte quatre accès, deux par sens, au nord et au centre de la place Guichard, à l'ouest pour la direction de Charpennes - Charles Hernu et à l'est pour la direction  de Gare d'Oullins. Elle dispose dans chacun des accès de distributeurs automatiques de titres de transport et de valideurs couplés avec les portillons d'accès.

### Desserte
Place Guichard - Bourse du Travail est desservie par toutes les circulations de la ligne.

### Intermodalité
La station ne possède pas de correspondances directes avec les lignes du réseau Transports en commun lyonnais (TCL). Elles se font à distance moyennant une marche de deux minutes environ pour deux stations de la ligne de tramway T1 : Palais de Justice - Mairie du 3e au nord et Saxe-Préfecture à l'ouest. La première est aussi desservie par la ligne de bus C9 et la seconde par les lignes de trolleybus C4 et C14 et la ligne de bus C9.
Outre les rues et places avoisinantes, elle permet de rejoindre à pied différents sites, notamment : la mairie du 3e arrondissement, la Bourse du travail (salle de spectacles) et la Cité judiciaire.

## Œuvres d'art
La station est décorée par un vitrail découpé en huit panneaux constitués de dalles de verre éclatées serties dans des panneaux de ciment armé peints dans des tons méditerranéens et réalisé par René-Maria Burlet et Camille Niogret.
Installé sur le quai en direction de Gare d'Oullins, il a été entièrement restauré en 2009 après plusieurs années de vandalisme et une main courante le protège désormais.